# Polygala hohenackeriana
Polygala hohenackeriana är en jungfrulinsväxtart som beskrevs av Fisch. och C. A. Meyer. Polygala hohenackeriana ingår i släktet jungfrulinssläktet, och familjen jungfrulinsväxter. Inga underarter finns listade i Catalogue of Life.